# 숴청구

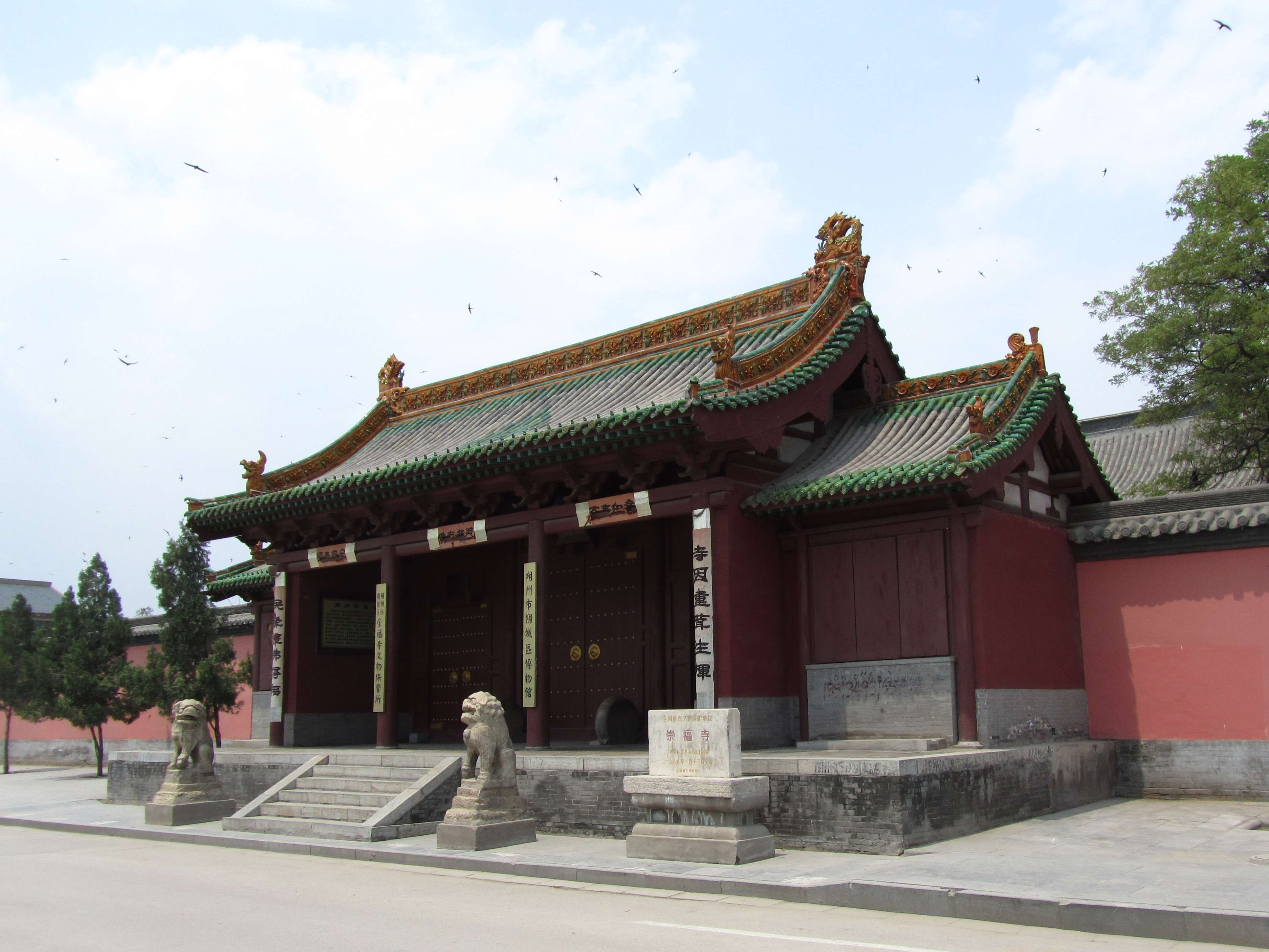

숴청구(한국어: 삭성구, 중국어: 朔城区, 병음: Shuòchéng Qū)는 중화인민공화국 산시성 숴저우시의 행정구역이다. 넓이는 1,793km2이고, 인구는 2007년 기준으로 410,000명이다.

## 행정 구역
4개 가도, 2개 진, 9개 향을 관할한다.
- 가도: 北城街道, 南城街道, 神头街道, 北旺庄街道
- 진: 神头镇, 利民镇
- 향: 下团堡乡, 小平易乡, 滋润乡, 福善庄乡, 南榆林乡, 贾庄乡, 沙塄河乡, 窑子头乡, 张蔡庄乡